# Pablo Galeana
Juan Pablo Galeana de los Ríos (Técpan, Guerrero; 1780 — Hacienda del Zanjón, Guerrero; 1844) fue un militar insurgente mexicano, así como sobrino de Hermenegildo y hermano de Antonio Galeana.

## Semblanza biográfica
Nació en Técpan, Guerrero en el año de 1780. En noviembre de 1810 con motivo del estallido de la guerra por la independencia de México, ofrece sus servicios a José María Morelos y Pavón. Pablo Galeana participó en el Sitio de Huajuapan, en la Batalla de Tehuacán, en el Sitio de Cuautla, en la Toma de Oaxaca y durante la capitulación del Fuerte de San Diego, en el Sitio de Acapulco (1813). La noche del 9 de junio de 1813, tomó la isla de la Roqueta armando varias canoas y haciendo prisioneros a muchos soldados realistas. A la muerte de Hermenegildo Galeana, muchos de sus hombres abandonaron la lucha independentista, sin embargo él siguió combatiendo con los pocos hombres con los que contaba. En 1818, se enfrentó en Zacatula con las tropas realistas del general José Gabriel de Armijo. En 1821, a las órdenes directas de Vicente Guerrero, se apoderó del estado de Michoacán. Con la llegada de los insurgentes al poder y la independencia de México, no asumió cargo militar o político alguno, pues éste prefirió retirarse a su Hacienda de Zanjón. Murió en 1844.